# Aeroportul Uljin
Aeroportul Uljin (IATA: UJN, ICAO: RKTL) este un aeroport din Coreea de Sud.
aeroportul dispune de o singură pistă.